# Midnight Run
Midnight Run is een Amerikaanse speelfilm uit 1988 onder regie van Martin Brest met in de hoofdrollen Robert De Niro en Charles Grodin.

## Verhaal
Premiejager Jack Walsh wordt ingeschakeld om boekhouder Jonathan "The Duke" Mardukas op te sporen, nadat deze 15 miljoen dollar gestolen heeft van maffiabaas Jimmy Serrano. Walsh, een voormalig politieagent, kan met deze klus 100.000 dollar verdienen als hij hem voor vrijdag middernacht in Los Angeles kan afleveren. Tegelijkertijd jagen ook de FBI, de maffia en een andere premiejager op Mardukas.
Walsh vindt Mardukas snel in zijn schuilplaats in New York, maar als hij weer aan boord van het vliegtuig terug naar Los Angeles probeert te komen wordt hij geweigerd doordat Mardukas beweert vliegangst te hebben. Zo wordt Walsh gedwongen een alternatieve manier te vinden om hem naar Los Angeles te brengen, wat tot verschillende komische situaties leidt. Daarnaast wordt hij door zijn concurrentie dwarsgezeten.

## Rolverdeling
| Acteur            | Personage                 |
| ----------------- | ------------------------- |
| Robert De Niro    | Jack Walsh                |
| Charles Grodin    | Jonathan Mardukas, "Duke" |
| Yaphet Kotto      | FBI-agent Alonzo Mosely   |
| John Ashton       | Marvin Dorfler            |
| Dennis Farina     | Jimmy Serrano             |
| Joe Pantoliano    | Eddie Moscone             |
| Philip Baker Hall | Sidney                    |